# Scott Touzinsky
Scott Joseph Touzinsky (Saint Louis, 22 aprile 1982) è un ex pallavolista statunitense.
Giocava nel ruolo di schiacciatore.

## Carriera
La carriera di Scott Touzinsky inizia nel 2001, nella squadra della sua università, la California State University, Long Beach; durante l'ultimo anno coi 49ers giunge fino alla finale della NCAA Division I, dove però viene sconfitto dalla Brigham Young University. Nel 2003 viene convocato da Armond Ball (padre del pallavolista Lloy), insieme ai compagni di squadra David Lee e Tyler Hildebrand, alla XXII Universiade, dove vince la medaglia di bronzo.
Nel 2004 inizia la carriera da professionista coi Rebeldes de Moca, nella Liga de Voleibol Superior Masculino. Sempre nello stesso anno viene ingaggiato dal Milōn, nel campionato greco; nel corso della stagione si rompe il legamento crociato anteriore, così è costretto a sottoporsi a un intervento chirurgico. Nonostante fossero molto basse le possibilità che potesse tornare a giocare a livello professionistico, dopo soli sei mesi viene ingaggiato dall'Asse-Lennik nel campionato belga.
Nella stagione 2006-07 torna a giocare in Grecia nel Patrōn, ma a metà stagione si trasferisce in Spagna al Teruel. Sempre nel 2007 ritorna a giocare a Porto Rico per i Neuvos Gigantes de Carolina. Durante l'estate esordisce con la nazionale maggiore, vincendo la medaglia d'oro al campionato nordamericano. Nella 2007-08 gioca per l'ACH Volley Bled, con cui vince il campionato, Coppa di Slovenia e Middle European League.
Nell'estate del 2008 vince la medaglia d'oro alla World League e, soprattutto, ai Giochi della XXIX Olimpiade. Viene ingaggiato per due stagioni in Turchia dall'İstanbul BB, con cui si aggiudica un campionato e una Supercoppa turca. Dopo una stagione in Germania allo Charlottenburg, viene ingaggiato dai Cariduros de Fajardo, con cui vince il campionato portoricano. Nella stagione 2012-2013 ritorna allo Charlottenburg, con cui vince due scudetti.
Nel campionato 2015-16 approda nella Chinese Volleyball League, dove difende i colori dello Shanghai, vincendo lo scudetto; nel campionato seguente invece gioca in Polonia, disputando la Polska Liga Siatkówki col Jastrzębski Węgiel: nel gennaio 2017 annuncia il proprio ritiro a causa di un infortunio al ginocchio.

## Palmarès

### Club
- Campionato sloveno: 1

2007-08
- Campionato turco: 1

2008-09
- Campionato portoricano: 1

2011-12
- Campionato tedesco: 2

2012-13, 2013-14
- Campionato cinese: 1

2015-16
- Coppa di Slovenia: 1

2007-08
- Supercoppa turca: 1

2009
- Middle European League: 1

2007-08

### Nazionale (competizioni minori)
- Universiadi 2003

### Premi individuali
- 2015 - Champions League: Premio Fair Play